# Ciència medieval

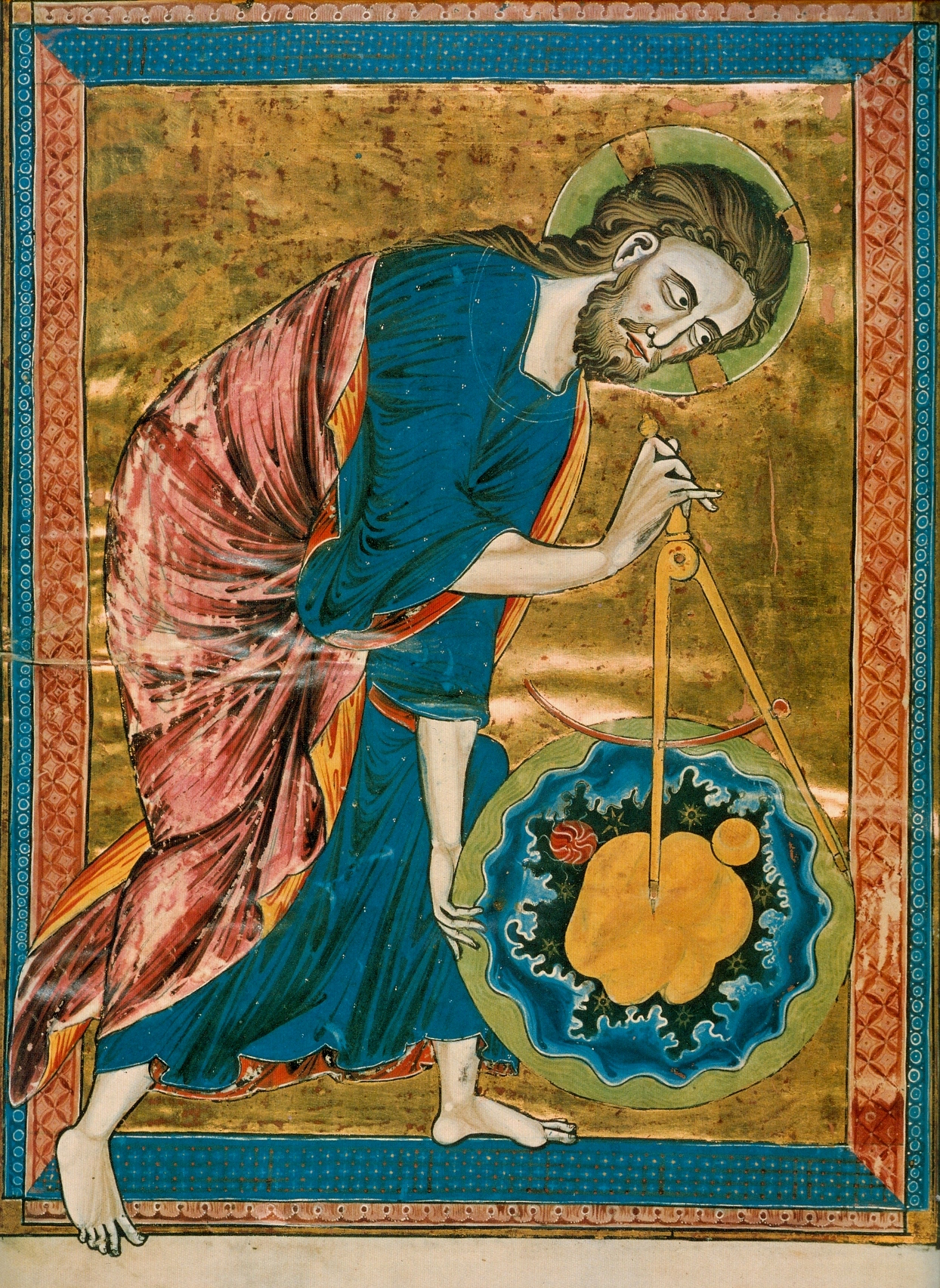
Déu creant l'univers a través de principis geomètrics. Frontispici de la Bible Moralisée, 1215

La ciència medieval correspon als descobriments en el camp de la filosofia natural que van ocórrer en el període de l'edat mitjana-el període intermedi, en una divisió esquemàtica de la història d'Europa. Europa Occidental va entrar a l'edat mitjana havent perdut l'accés als tractats científics de l'antiguitat clàssica (en grec), mantenint només les compilacions resumides i fins desvirtuades, per les successives traduccions que els romans havien fet al llatí. Amb l'inici del renaixement del segle xii, es va revifar l'interès per la investigació de la naturalesa i la ciència que es va desenvolupar en aquest període daurat de la filosofia escolàstica donava èmfasi a la lògica i advocava per l'empirisme, entenent la naturalesa com un sistema coherent de lleis que podrien ser explicades per la raó. Amb aquesta visió els savis medievals es van llançar a la recerca d'explicacions per als fenòmens de l'univers i van aconseguir importants avenços en àrees com la metodologia científica i la física, que van ser sobtadament interromputs per la Pesta negra.

## Història de la ciència a l'Occident Europeu

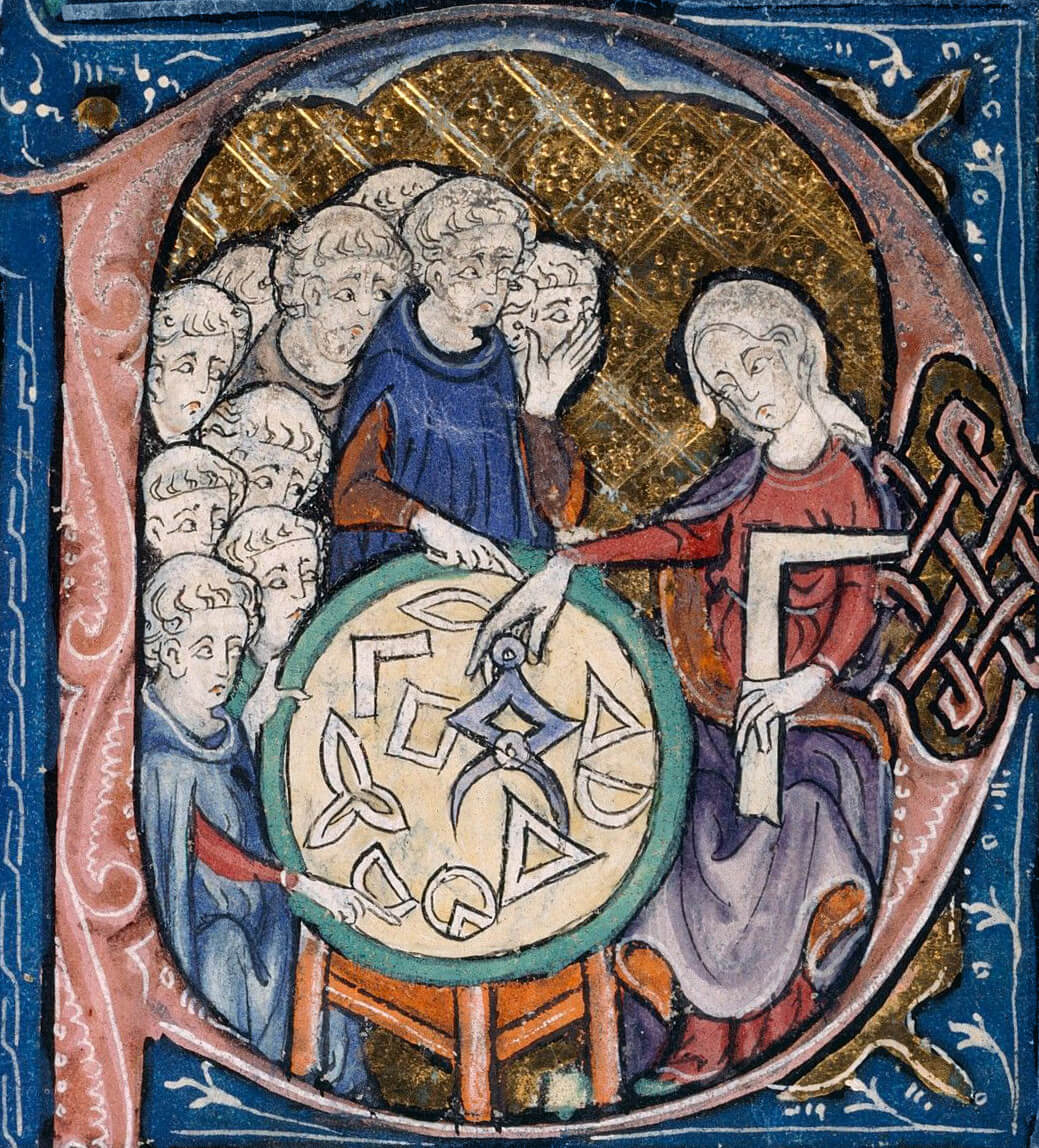
Dona ensenyant geometria. Il·lustració del llibre Els elements, en la traducció atribuïda a Adelard de Bath, 1309-1316.

Els romans no van arribar a formar institucions que busquessin específicament entendre l'univers o el món natural i els centres de producció de coneixement de l'Imperi Romà es localitzaven en els territoris orientals, de cultura grega, que havien estat fundats abans del domini romà però no mantenien la mateixa força creativa de períodes anteriors.
Com que la classe rica de l'Imperi era bilingüe, no se sentia la necessitat de traduir els tractats científic-filosòfics produïts per la civilització grega. No obstant això, era comú trobar compilacions resumides de les principals corrents del pensament grec en llatí. Aquests resums eren llegits i discutits en els espais públics de l'agitada vida social romana.
Durant el procés de desestructuració de l'Imperi Romà d'Occident, l'Occident europeu va perdre contacte amb Orient i el grec va acabar per ser oblidat. Així, Europa occidental va perdre l'accés als tractats originals dels filòsofs clàssics, i es va romandre només amb les versions traduïdes anteriorment al llatí.

### Edat mitjana antiga
L'Imperi Romà d'Occident, tot i que estava unit pel llatí, englobava un gran nombre de cultures diferents que havien estat assimilades de manera incompleta per la cultura romana. Debilitat per les migracions i invasions de tribus bàrbares, per la desintegració política de Roma al segle v i aïllat de la resta del món per l'expansió de l'islam al segle vii, l'Occident Europeu va arribar a ser poc més que un seguit de poblacions rurals i pobles seminòmades. La inestabilitat política i el declivi de la vida urbana van colpejar durament la vida cultural del continent. L'Església Catòlica, com a única institució que no es va desintegrar en aquest procés, va mantenir el que va quedar de força intel·lectual, especialment a través de la vida monàstica.
L'home instruït d'aquests primers segles era gairebé sempre un clergue per a qui l'estudi dels coneixements naturals era una petita part de l'erudició. Aquests estudiosos vivien en una atmosfera que donava prioritat a la fe i tenien la ment més dirigida a la salvació de les ànimes que al qüestionament de detalls de la naturalesa, i la vida gairebé sempre insegura i econòmicament difícil d'aquesta primera part del període medieval mantenia l'home bolcat en les dificultats del dia a dia. D'aquesta manera, les activitats científiques van ser pràcticament reduïdes a les cites i comentaris d'obres que feien referència a l'antiguitat clàssica; aquests comentaris estaven a vegades plens d'errors, ja que els textos usats com a referència, les obres que van quedar en llatí, tenien informacions parcials i fins i tot tergiversades.
A finals del segle viii, hi va haver una primera temptativa de ressorgiment de la cultura occidental. Carlemany havia aconseguit reunir gran part d'Europa sota el seu domini i per unificar i enfortir el seu imperi, va decidir executar una reforma a l'educació. El monjo anglès Alcuí va elaborar un projecte de desenvolupament escolar que va buscar reviure el saber clàssic establint els programes d'estudi a partir de les set arts liberals: el trivium, o ensenyament literari (gramàtica, retòrica i dialèctica) i el quadrivium, o ensenyament científic (aritmètica, geometria, astronomia i música). A partir de l'any 787, es van promulgar decrets que recomanaven, en tot l'imperi, l'estudi de la literatura en llatí, la restauració de les antigues escoles i la fundació de noves. Institucionalment, aquestes noves escoles podien ser monacals, sota la responsabilitat dels monestirs; catedralícies, al costat de les seu dels bisbats, i palatines, al costat de les corts.
Aquestes mesures tindrien els seus efectes més significatius uns segles més tard. L'ensenyament de la dialèctica (o lògica) va anar fent renéixer l'interès per la indagació especulativa; d'aquesta llavor sorgiria la filosofia cristiana de l'escolàstica. A més d'això, al segle xii i xiii, moltes de les escoles que havien estat estructurades per Carlemany, especialment les escoles catedralícies, van passar a ser universitats.
Al segle x, Gerbert d'Orlhac, que esdevindria més tard papa Silvestre II va introduir des de Catalunya el sistema decimal i el número zero
utilitzats al món musulmà des que Muhàmmad ibn Mussa al-Khwarazmí els introduís des de l'Índia
i els difongués a Europa a partir d'Al-Àndalus i la Marca Hispànica. També va difondre l'astrolabi carolingi desenvolupat per Lupitus Barchinonensis a partir d'obres d'origen àrab.

### Edat mitjana clàssica

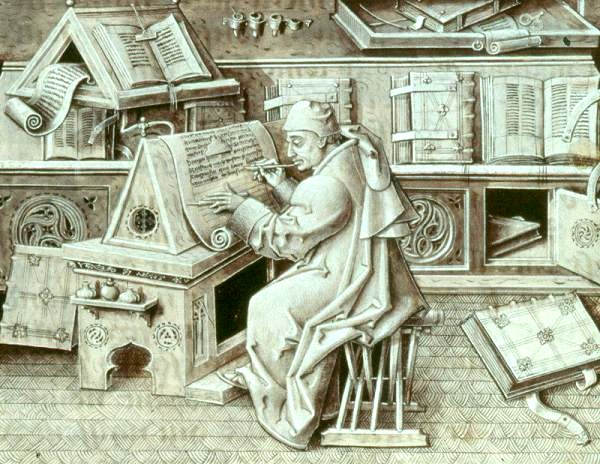
El moviment de traducció dels textos grecs marca l'enfortiment de la intel·lectualitat europea.

Després de la contenció de les últimes onades d'invasions estrangeres al segle x, va seguir una època de relativa tranquil·litat amb relació a les amenaces externes, que també va coincidir amb un període de condicions climàtiques més benignes. Europa occidental inicia canvis socials, polítics i econòmics, que dur al renaixement del segle XII. Els avenços tecnològics possibiliten el conreu de noves terres i l'augment de la diversitat dels productes agrícoles, que sostenen una població que creix ràpidament. El comerç s'expandeix i es desenvolupen noves rutes que faciliten el comerç de béns físics i l'intercanvi d'idees i corrents entre els països. Les ciutats van abandonant la seva dependència agrària, creixent al voltant dels castells i monestirs. En aquest ambient receptiu, comencen a obrir-se noves escoles al llarg de tot el continent, fins i tot en ciutats i viles menors.
En el camp intel·lectual, els canvis són també fruit del contacte amb el món oriental i àrab a través de les Croades i la Reconquesta a la península Ibèrica. En aquell temps, el món islàmic es trobava més avançat en termes intel·lectuals i científics. Els autors àrabs havien mantingut durant molt de temps un contacte regular amb les obres clàssiques gregues, havent fet un treball de traducció que seria molt valuós per als pobles occidentals, ja que per aquest mitjà van tornar a entrar en contacte amb les seves arrels erudites "oblidades". Tant a Toledo) com al sud d'Itàlia els traductors europeus van dur a terme traduccions que van permetre avenços importants en coneixements com l'astronomia, la matemàtica, la biologia i la medicina, i que serien el brou de cultiu de l'evolució intel·lectual europea dels segles posteriors.

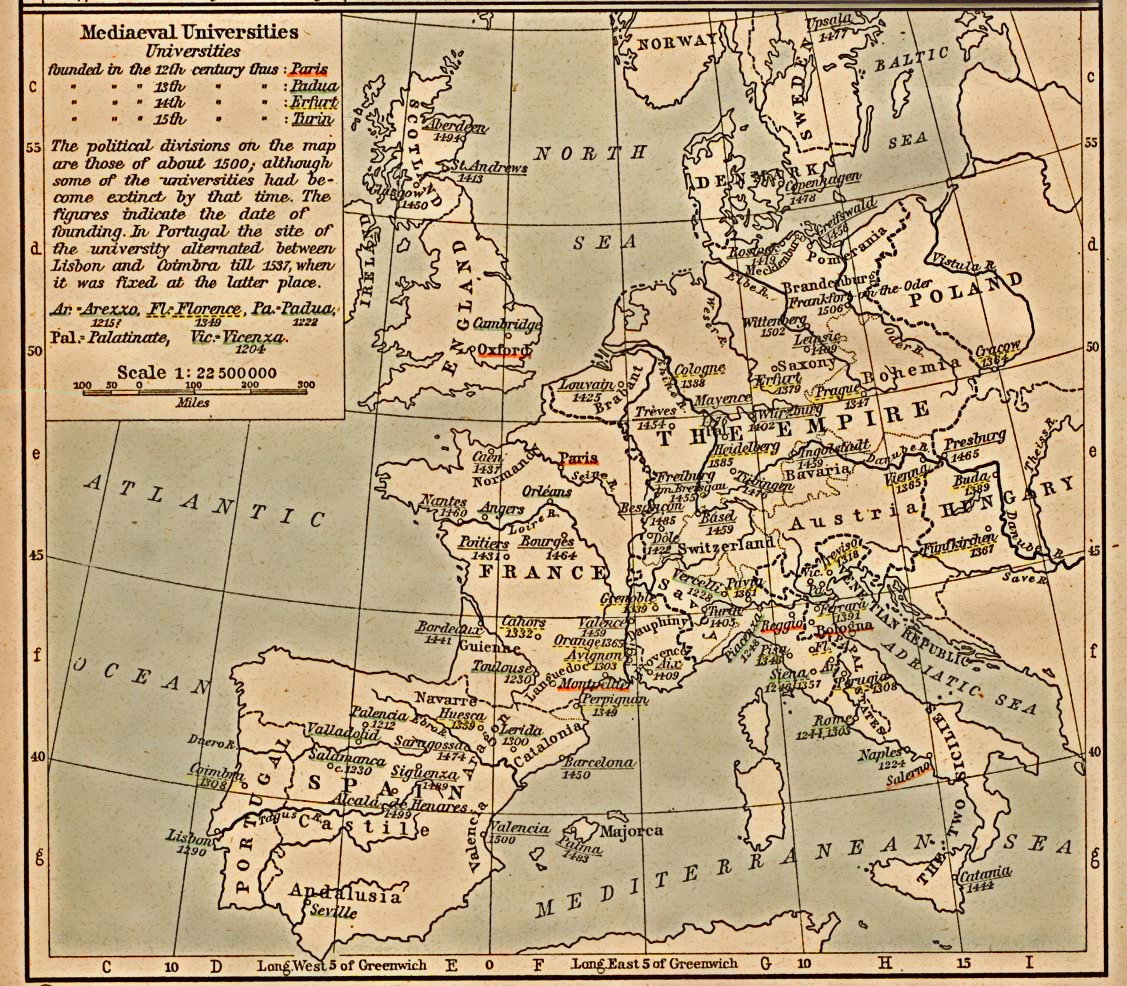
Mapa de les universitats medievals. Les universitats i els nous ordes religiosos van proporcionar infraestructures per a la formació de comunitats científiques.

Al voltant de 1150 es funden les primeres universitats medievals (Bolonya el 1088), París el 1150) i Oxford el 1167), i el 1500 eren més de setanta. Aquest va ser efectivament el punt de partida per al model actual d'universitat. Algunes d'aquestes institucions rebien de l'església o els reis el títol d'Estudi General, i eren considerades els locals d'ensenyament més prestigiosos d'Europa, els seus acadèmics eren animats a compartir documents i donar cursos a altres instituts per tot el continent.
Les universitats medievals eren també locals de recerca i producció del saber, a més de focus de vigorosos debats i moltes polèmiques. Això també es reflecteix en les crisis que van estar embolicades aquestes institucions i per les intervencions que van patir del poder reial i eclesiàstic. La filosofia natural estudiada en les facultats d'art d'aquestes institucions tractava de l'estudi objectiu de la naturalesa i de l'univers físic, un camp independent i separat de la teologia i entès com una àrea d'estudi essencial en si mateixa, com un fonament per a l'obtenció d'altres sabers.
L'activitat cultural de les noves ordes mendicants, especialment els dominics i els franciscans, al contrari dels ordes monàstics, que estaven bolcades cap a la vida contemplativa en els monestirs, estaven dedicades a la convivència en el món laic i buscaven defensar la fe cristiana per la predicació i l'ús de la raó. La integració d'aquestes ordes a les universitats medievals proporcionava la infraestructura necessària per a l'existència de comunitats científiques i generaria molts fruits per a l'estudi de la natura, especialment a l'Escola Franciscana d'Oxford.
L'influx dels textos grecs, els ordes mendicants i la multiplicació de les universitats anirien a actuar conjuntament en aquest nou món que s'alimentava del remolí de les ciutats en creixement. El 1200 ja hi havia traduccions llatines raonablement precises dels principals treballs dels autors antics més crucials per a la filosofia: Aristòtil, Plató, Euclides, Ptolemeu, Arquimedes i Galè, i la filosofia natural (ciència) continguda en aquests textos va començar a ser treballada i desenvolupada per escolàstics notables com Robert Grosseteste, Roger Bacon, Albert el Gran i Duns Escot, que portarien noves tendències per a un abordatge més concret i empíric, representant un preludi del pensament modern.

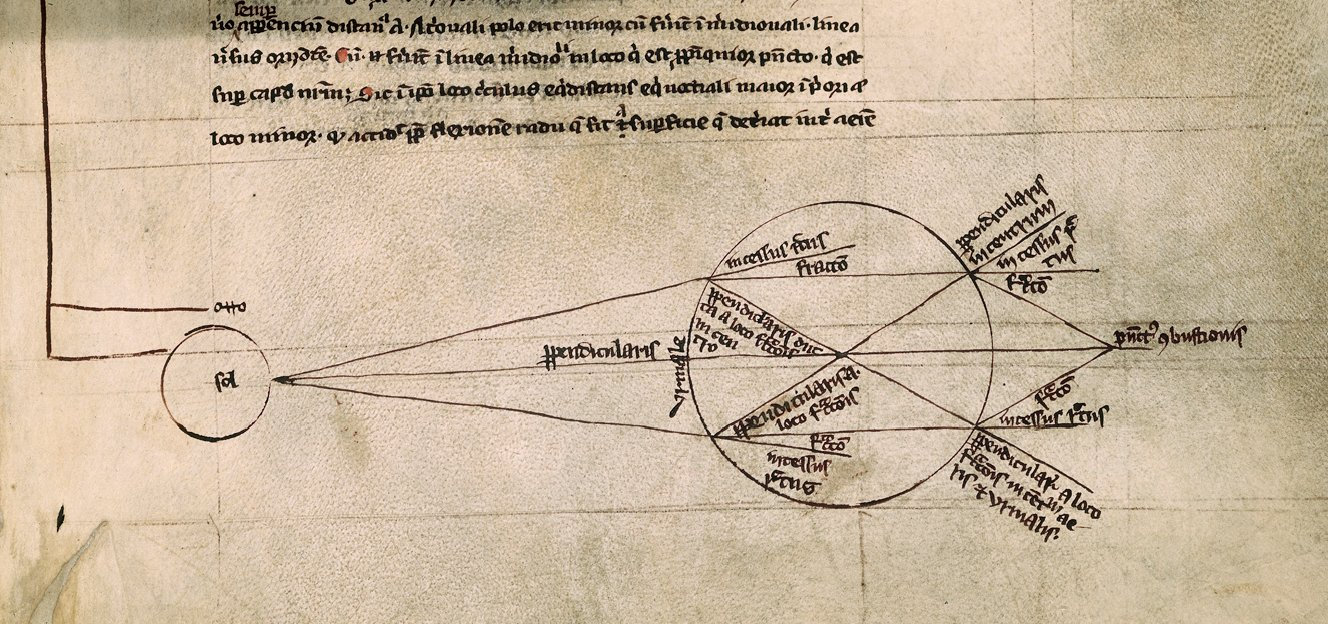
Estudi de la refracció de la llum per una lent esfèrica, per Robert Grosseteste, c. 1.250

Grosseteste, el fundador de l'escola Franciscana d'Oxford, va ser el primer escolàstic a entendre plenament la visió aristotèlica del doble camí per al pensament científic: generalitzar d'observacions particulars a una llei universal, i després fer el camí invers: deduir de lleis universals a la previsió de situacions particulars. A més d'això, va afirmar que aquests dos camins haurien de ser verificats-o invalidats-a través de proves que provessin els seus principis. Grosseteste donava gran èmfasi a la matemàtica com un mitjà d'entendre la naturalesa i el seu mètode de recerca contenia la base essencial de la ciència experimental.
Roger Bacon, alumne de Grosseteste, dona una especial atenció a la importància de l'experimentació per augmentar el nombre de fets coneguts sobre el món. Descriu el mètode científic com un cicle repetit d'observació, hipòtesis, experimentació i necessitat de verificació independent. Bacon registrava la forma en què portava a terme els seus experiments donant detalls precisos, per tal que altres puguin reproduir els seus experiments i provar els resultats-aquesta possibilitat de verificació independent és part fonamental del mètode científic contemporani.

### Edat mitjana tardana

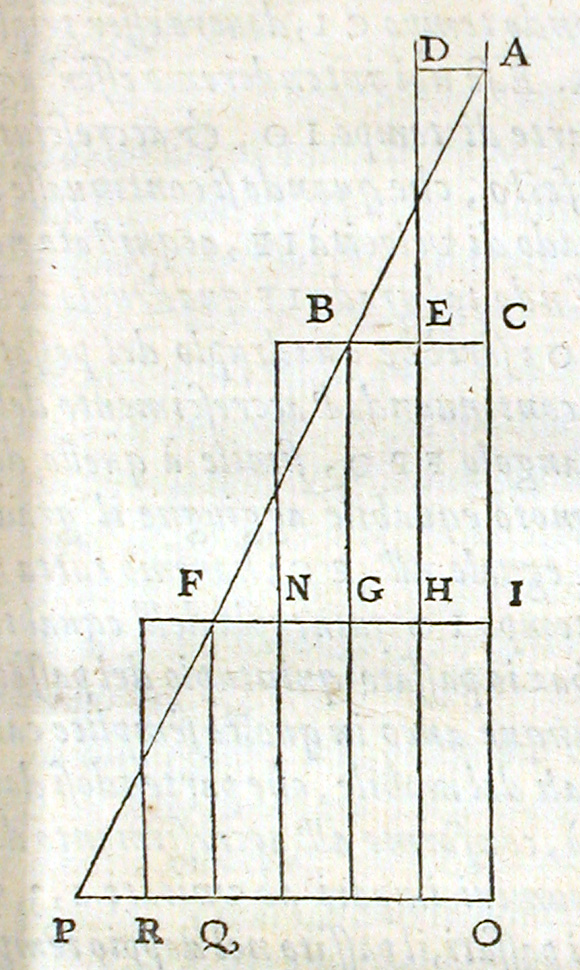
Demostració de Galileu sobre el moviment accelerat. La base de la famosa " Llei de la caiguda dels cossos " va ser el teorema de la velocitat mitjana.

La primera meitat del segle xiv va veure el treball científic de grans pensadors. Guillem d'Occam, inspirat en Duns Escot entenia que la filosofia només havia de tractar de temes sobre els quals ella pogués obtenir un coneixement real. Els seus estudis en lògica el van portar a defensar el principi avui anomenat Navalla d'Occam:
| «                 | Les entitats no s'han de multiplicar més enllà de la necessitat | » |
| — Guillem d'Occam |                                                                 |   |

Això hauria de portar a un declivi en debats estèrils i moure la filosofia natural en direcció al que avui es considera ciència. Acadèmics com Jean Buridan i Nicolau Oresme van començar a qüestionar aspectes de la mecànica aristotèlica. En particular, Buridan va desenvolupar la teoria de l'ímpetu, que explicava el moviment de projectils i va ser el primer pas en direcció al concepte modern d'inèrcia.
| «              | ...després de deixar el braç del llançador, el projectil seria mogut per un ímpetu subministrat pel llançador i continuaria movent-se sempre que aquest ímpetu romangués més forta que la resistència. Aquest moviment seria de durada infinita en cas que no fos disminuït i corromput per una força contrària resistent a ell, o per una cosa que desviï l'objecte a un moviment contrari. | » |
| — Jean Buridan | |   |

En aquesta mateixa època, els anomenats Oxford Calculators van elaborar el Teorema de la velocitat mitjana. Utilitzant un llenguatge simplificat, aquest teorema estableix que 
| « | Un cos en moviment uniformement accelerat recorre, en un determinat interval de temps, el mateix espai que seria recorregut per un cos que es desplacés amb velocitat constant i igual a la velocitat mitjana del primer. | » |

Més tard, aquest teorema seria la base de la "Llei de la caiguda dels cossos", de Galileu. Avui sabem que les principals propietats cinemàtiques del moviment rectilini uniformement variat, que encara se li atribueixen a Galileu pels textos de física, van ser descobertes i provades per aquests acadèmics.
Nicolau Oresme va demostrar que les raons propostes per la física aristotèlica contra el moviment del planeta Terra no eren vàlides i va invocar l'argument de la simplicitat (de la navalla d'Occam) a favor de la teoria que és la Terra la que es mou, i no els cossos celestes. L'argument de Oresme a favor del moviment terrestre és més explícit i més clar que el que va ser donat segles després per Copèrnic. Entre d'altres, Oresme va ser el descobridor del canvi de direcció de la llum a través de la refracció atmosfèrica, encara que, fins avui, aquest descobriment és atribuït a Robert Hooke.
A 1348, la Pesta Negra va portar aquest període d'intens desenvolupament científic a una fi sobtada. La plaga va matar un terç de la població europea especialment a les àrees urbanes, el motor de les innovacions intel·lectuals, i durant gairebé un segle, nous focus de la plaga i altres desastres van causar un continu decreixement demogràfic.

## Línia de temps
Dades demogràfiques d'Europa i la presència d'innovadors en els camps de la física i de la metodologia científica.

### Renaixement
A més d'estancar el procés d'innovació, la pesta negra va ser un dels factors que van posar en dubte tot el model de societat que havia trobat el seu apogeu els segles anteriors, i el segle xv va iniciar el floriment artístic i cultural del Renaixement.
El redescobriment de textos antics es va accelerar després de la caiguda de Constantinoble, a mitjan segle xv, quan molts erudits romans d'Orient van haver d'anar a buscar refugi a Occident, especialment a Itàlia. Aquest nou influx va alimentar el creixent interès dels acadèmics europeus pels textos clàssics de períodes anteriors al triomf del cristianisme en la cultura europea. Al segle xvi ja comença a existir, paral·lel a l'interès per la civilització clàssica, un menyspreu per l'edat mitjana, que va passar a ser cada vegada més associada a expressions com "barbarisme", "ignorància", "foscor", "gòtic", "nit de mil anys" o "ombrívol".

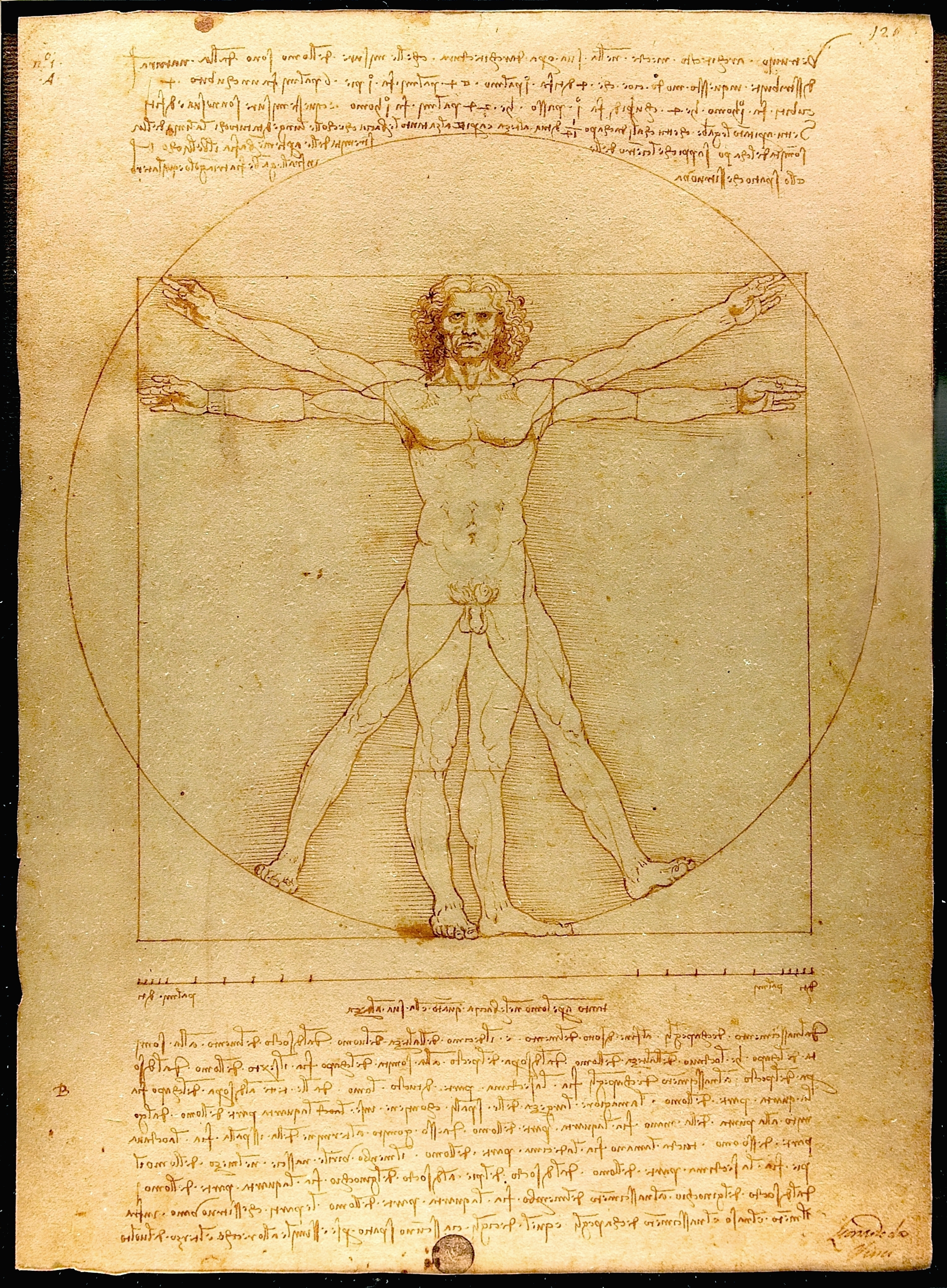
El Home de Vitruvi de Leonardo da Vinci, un exemple de la barreja d'art i ciència típica del Renaixement

L'humanisme renaixentista trenca amb la visió teocèntrica i amb la concepció filosòfica-teològica medieval. Conceptes com la dignitat de l'ésser humà passen a estar en primer pla i es trenca amb la importància que tenia Aristòtil des del segle xii.
Tot i el floriment artístic, el període inicial del Renaixement té poc desenvolupament de disciplines com la física i astronomia. L'afecció als escrits antics arrelen encara més les visions ptolemaica i aristotèlica de l'univers. En contrast amb l'escolàstica, que suposava un ordre racional de la natura en el qual podria penetrar l'intel lecte, l'anomenat naturalisme renaixentista passava a veure l'univers com una creació que només podria ser compresa per l'experiència directa. Al mateix temps, la filosofia va perdre molt del seu rigor quan les regles de la lògica van passar a considerar-se com secundàries davant de la intuïció o l'emoció.
La invenció de la impremta, simultània a la Caiguda de Constantinoble, va tenir gran efecte en la societat europea. La difusió més fàcil de la paraula escrita va democratitzar l'aprenentatge i va permetre la propagació més ràpida de noves idees. Entre aquestes idees hi havia l'àlgebra, que havia estat introduïda a Europa per Fibonacci al segle xiii, però només es va popularitzar en ser divulgada en forma impresa.
Aquestes transformacions van facilitar el camí per a la Revolució científica d'haver arribat el moviment renaixentista al nord d'Europa, amb figures com Copèrnic, Francis Bacon i Descartes. Van ser aquestes figures les que van portar endavant els avenços assajats pels savis de l'edat mitjana, però aquests personatges ja són descrits sovint com pensadors pre-Il·lustrats, en lloc de ser vistos com a part del Renaixement tardà.

## El cristianisme i l'estudi de la natura

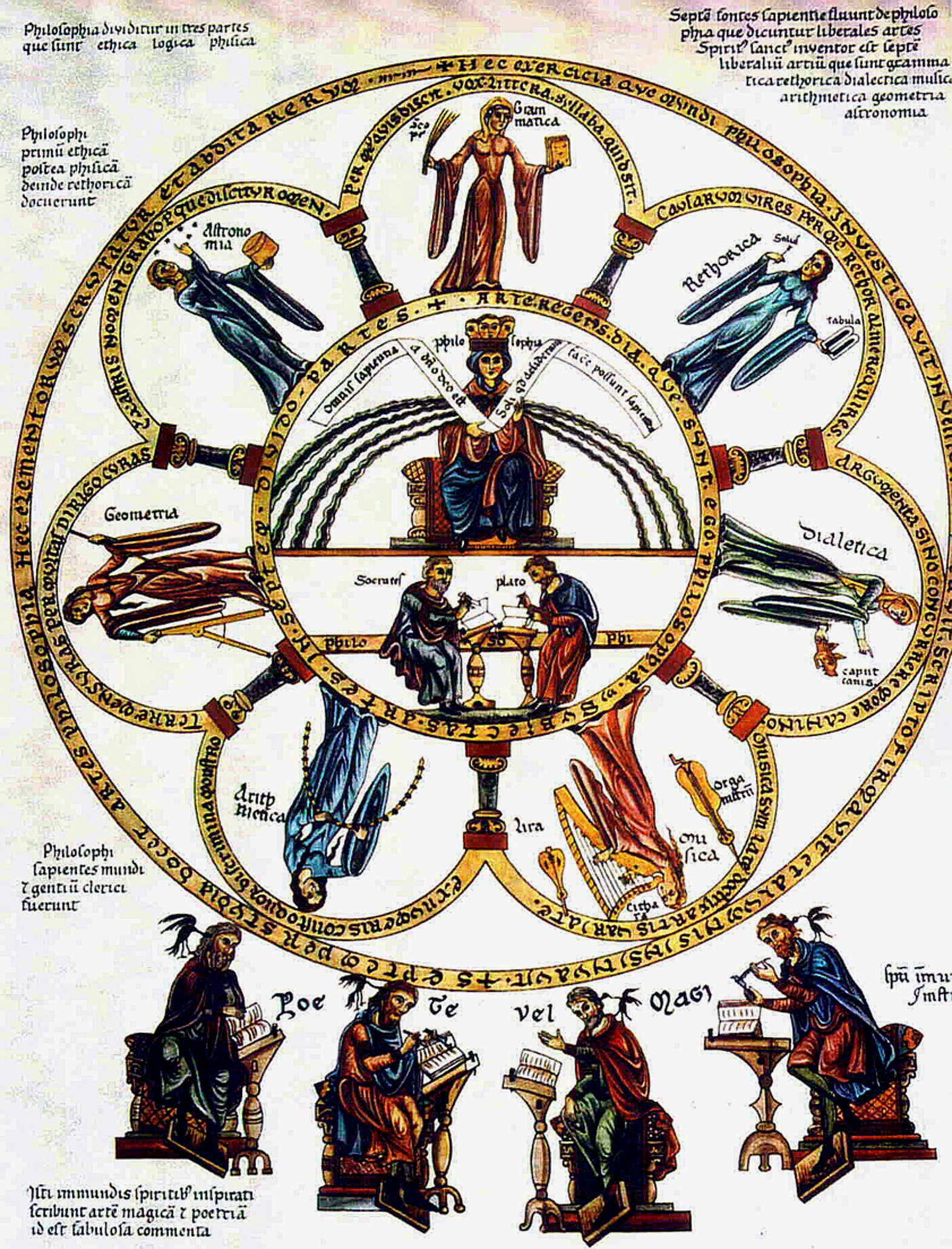
La filosofia entre les set Arts Liberals (c. 1180).

Sant Agustí va dubtar en orientar la visió de l'home medieval sobre la relació entre la fe cristiana i l'estudi de la naturalesa. Reconeixia la importància del coneixement, però entenia que la fe en Crist venia a restaurar la condició decaiguda de la raó humana, essent, per tant, més important. Agustí afirmava que la interpretació de les escriptures s'havia de fer d'acord amb els coneixements disponibles, en cada època, sobre el món natural. Escrits com la seva interpretació "al.legòrica" del llibre bíblic del Gènesi influiran fortament en l'Església medieval, que tindrà una visió més interpretativa i menys literal dels textos sagrats.
Durant els temps confusos de la dissolució de l'Imperi Romà d'Occident i dels primers segles de l'edat mitjana, molta de la cultura clàssica es va perdre, però el declivi cultural hauria estat molt més intens si no fos per l'acció dels monjos copistes. A Occident els textos en grec no eren accessibles per l'oblit de l'idioma, i els escrits que passaven pel laboriós procés de còpia manual eren seleccionats d'acord amb la importància que els donaven els religiosos.
L'església també va supervisar l'estructura educativa. Carlemany va sol·licitar al monjo Alcuí de York elaborar una reforma en l'educació europea i l'Església va quedar al càrrec de les escoles monacals i les escoles catedralícies. La majoria de les universitats en els segles xii i xiii van sorgir d'escoles lligades a les catedrals i funcionaven sota la protecció de jurisdicció eclesiàstica.
Encara que Bernat de Claravall i alguns altres religiosos haguessin arribat a menysprear l'estudi de les ciències per creure que molts buscaven aquests coneixements per vanitat, els seus punts de vista mai van ser adoptats. La Inquisició era present, però l'Església concedia als professors molta elasticitat en les seves doctrines i, en molts casos, estimulava les investigacions científiques.
A les universitats, la filosofia natural disposava de gran llibertat intel·lectual, des que restringís les seves especulacions al món natural. Encara que es esperessin represàlies i càstigs si els filòsofs naturals passaven d'aquest límit, els procediments disciplinaris de l'Església eren dirigits principalment als teòlegs, que treballaven en una àrea molt més perillosa. En general, hi havia suport religiós per a la ciència natural i el reconeixement que aquesta era un important factor en l'aprenentatge.

## Grans noms de la ciència medieval

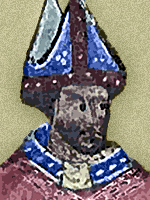
Grosseteste

Robert Grosseteste (1168-1253), bisbe de Lincoln, va ser la figura central del moviment intel·lectual anglès a la primera meitat del segle xiii i és considerat el fundador del pensament científic en Oxford. Tenia gran interès en el món natural i va escriure textos sobre temes com el so, l'astronomia, la geometria i l'òptica. Afirmava que els experiments haurien de servir per verificar una teoria, provant les seves conseqüències, també va ser rellevant seu treball experimental en l'àrea de l'òptica. Roger Bacon va ser un dels seus alumnes de més renom.

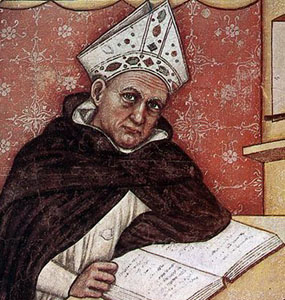
Sant Albert el Gran

 Sant Albert el Gran (1193-1280), el Doctor Universal, va ser el principal representant de la tradició filosòfica dels dominics. A més d'això, és un dels trenta-tres sants de l'Església Catòlica amb el títol de Doctor de l'Església. Es va fer famós pels seus vasts coneixements i per la seva defensa de la coexistència pacífica de la ciència amb la religió. Albert va ser essencial a introduir la ciència grega i àrab en les universitats medievals. En una de les seves frases famoses, va afirmar: la ciència no consisteix a ratificar el que altres van dir, sinó a recollir les causes dels fenòmens. Tomàs d'Aquino va ser el seu alumne.

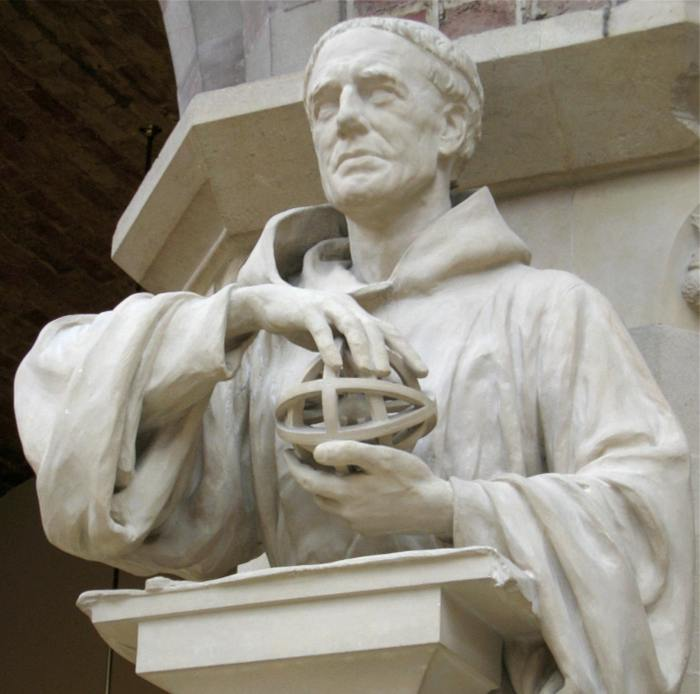
Roger Bacon

Roger Bacon (1214-1294), el Doctor Admirable, va ingressar a l'orde dels Franciscans al voltant de 1240, on, influenciat per Grosseteste, es va dedicar a estudis en què l'observació de la natura i l'experimentació eren fonaments del coneixement natural. Bacon va propagar el concepte de "lleis de la natura" i va contribuir en àrees com la mecànica, la geografia i principalment l'òptica.
Les investigacions en òptica de Grosseteste i Bacon van possibilitar l'inici de la fabricació d'ulleres, al segle XIII. Posteriorment, aquests coneixements serien imprescindibles per a la invenció d'instruments com el telescopi i el microscopi.

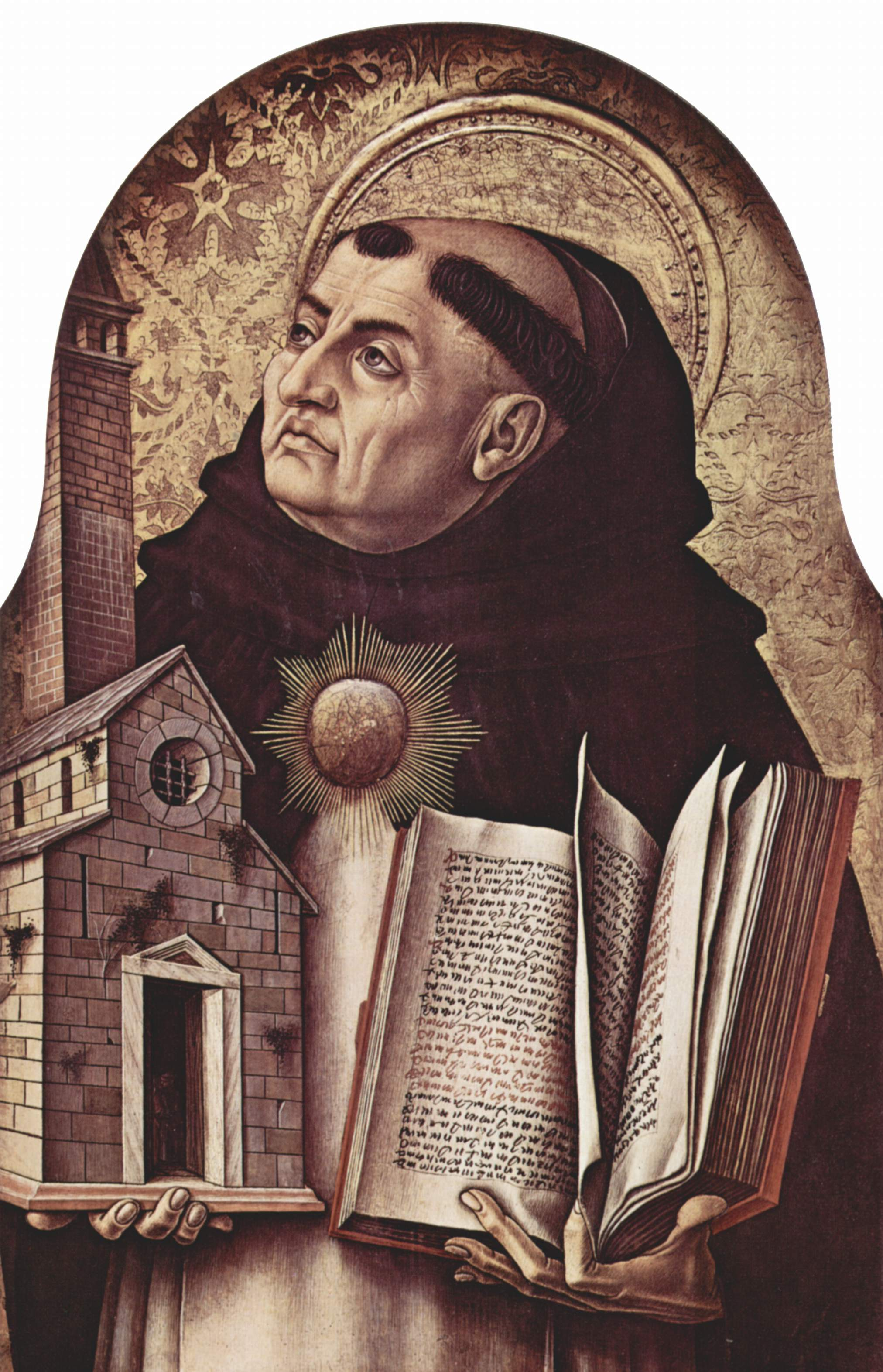
Tomàs d'Aquino

Tomàs d'Aquino (1227-1274), també conegut com el Doctor Angèlic, va ser un frare dominic i teòleg italià. Tal com el seu professor Albert el Gran, és sant catòlic i doctor d'aquesta mateixa Església. Els seus interessos no es restringien a la filosofia; també se li atribueix una important obra alquímica datada al segle xv i anomenada "Aurora Consurgens". No obstant això, la veritable contribució de Sant Tomàs per a la ciència del període va ser el fet d'haver estat el principal responsable de la integració definitiva de l'aristotelisme amb la tradició escolàstica anterior.

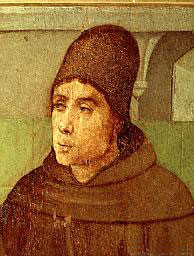
Duns Escot

Duns Escot (1266-1308), el Doctor Subtil, va ser membre de l'Orde Franciscà, filòsof i teòleg. Format en l'ambient acadèmic de la Universitat d'Oxford, on encara pairava l'aura de Robert Grosseteste i Roger Bacon, va tenir una posició alternativa a la de Sant Tomàs d'Aquino en l'enfocament de la relació entre la Raó i la Fe. Per Escot, les veritats de la fe no podrien ser compreses per la raó. La filosofia, així, hauria de deixar de ser una serventa de la teologia i adquirir autonomia. Duns Escot va ser mentor d'un altre gran nom de la filosofia medieval: Guillem d'Occam.
Guillem d'Occam (1285-1350), el Doctor Invencible, va ser un frare franciscà, teòric de la lògica i teòleg anglès. Ockham defensava el principi de la parsimònia (la natura és per si mateixa econòmica), que ja es podia veure en el treball de Duns Escot, el seu professor. William va ser el creador de la Navalla d'Occam: si hi ha diverses explicacions igualment vàlides per a un fet, llavors hem d'escollir la més simple. Això constituiria la base del que més tard seria conegut com a mètode científic i un dels pilars del reduccionisme en ciència. Ockham va morir víctima de la pesta negra. Jean Buridan i Nicolau Oresme van ser-ne els seguidors.

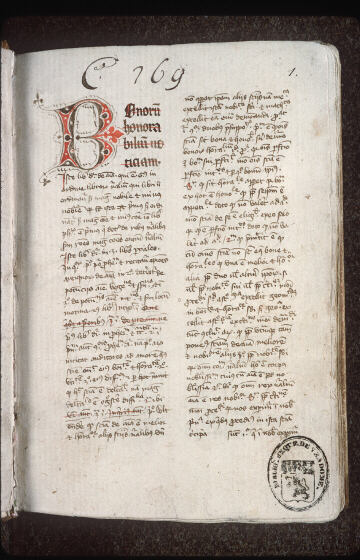
Obra de Jean Buridan

Jean Buridan (1300-1358) va ser un filòsof i religiós francès. Encara que hagi estat un dels més famosos i influents filòsofs de l'edat mitjana tardana, avui està entre els noms menys coneguts del període. Una de les seves contribucions més significatives va ser desenvolupar i popularitzar la teoria de l'Ímpetu, que explicava el moviment de projectils i objectes en caiguda lliure. Aquesta teoria va obrir el camí a la dinàmica de Galileu i al famós principi de la Inèrcia, d'Isaac Newton.

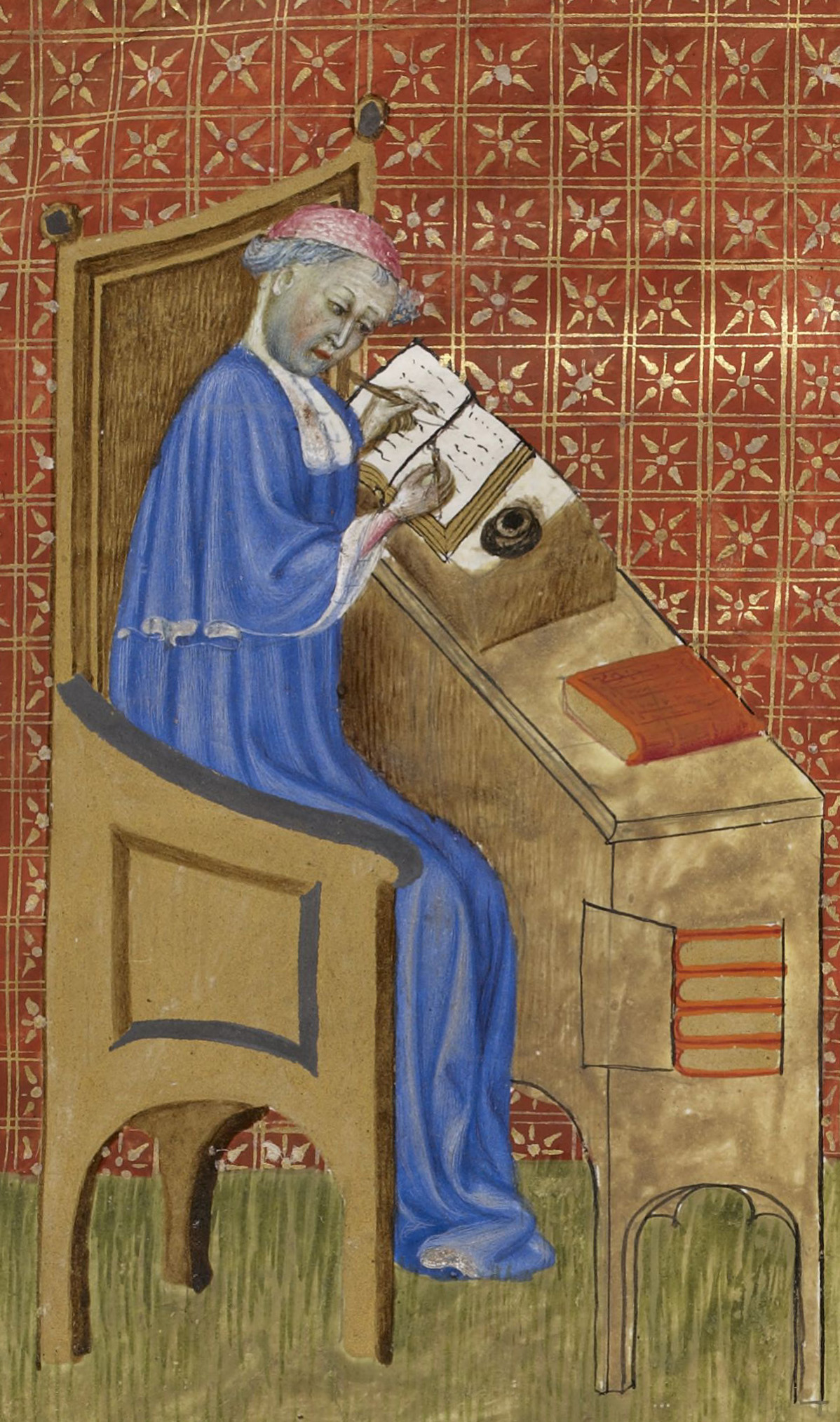
Nicolau Oresme

Nicolau Oresme (c. 1323-1382) va ser un geni intel·lectual i potser el pensador més original del segle xiv. Teòleg dedicat i bisbe de Lisieux, va ser un dels principals propagadors de les ciències modernes. A més de les seves contribucions estrictament científiques, Oresme va combatre fortament a l'astrologia i va especular sobre la possibilitat que hi hagi altres mons habitats en l'espai. Va ser l'últim gran intel·lectual europeu en haver crescut abans del sorgiment de la pesta negra, esdeveniment que va tenir un impacte molt negatiu en la innovació intel·lectual en el període final de l'edat mitjana.

## L'Edat de les Tenebres

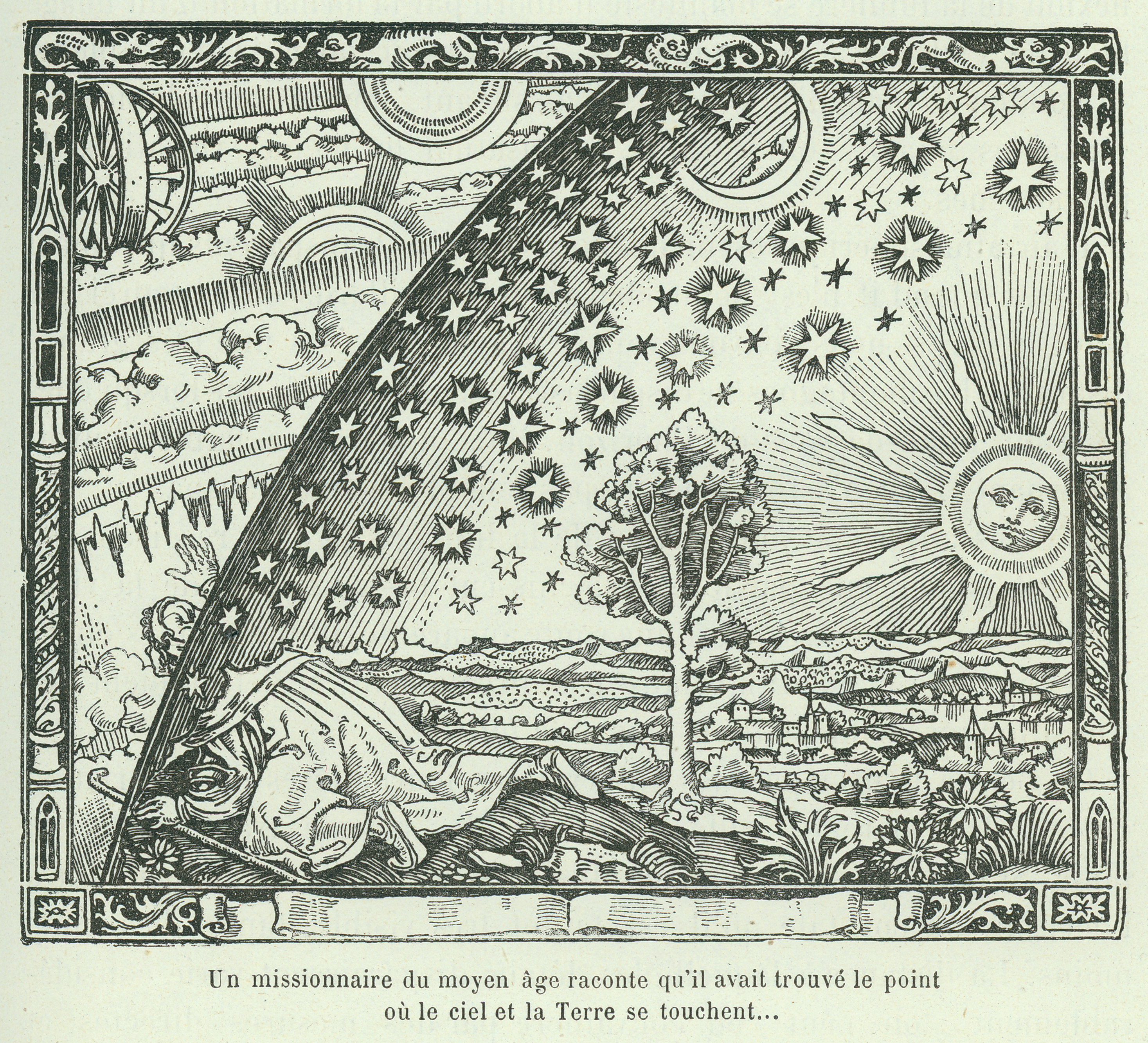
Al contrari del que molts pensen, les persones educades en l'edat mitjana no creien en una Terra plana.

S'han propagat àmpliament nocions i creences prejudicis sobre l'edat mitjana, fins i tot per motivacions polítiques, i encara avui romanen mites a la cultura popular. També passa això quan es tracta de les nocions de la ciència en el període: Sovint l'època és anomenada pejorativament "edat de les tenebres", suggerint la idea que no hi hauria hagut cap creació autònoma en filosofia o ciència. Per justificar el títol d' "Edat de les Tenebres", ja s'ha dit que a la "nit de mil anys", que suposadament hauria estat l'era medieval, la ciència hauria conegut un llarg període de "falta d'inspiració" en comparació amb la producció científica clàssica. Queda el dubte de si seria adequada la comparació d'una era en la qual Europa va començar desfeta amb el període daurat de l'antiguitat clàssica. Fins i tot la producció científica de l'imperi romà queda eclipsada davant els descobriments teòrics del passat grec, fins i tot durant el llarg període de prosperitat proporcionat per la "Pax Romana" i més encara després de la mort de Marc Aureli, l'any 180. A més d'això, si deixem de banda la part oriental (grega) de l'Imperi Romà per contemplar només específicament la tradició filosòfica dels pobles occidentals durant l'Antiguitat, la diferència passa a ser encara més intensa. Tot i això, ningú pensa en obscurantisme o feblesa intel·lectual quan s'imagina Occident durant el període romà.
Encara que cap historiador seriós utilitzi l'expressió "Edat de les Tenebres" per suggerir retard cultural, encara avui, a les escoles, s'ensenyen nocions equivocades com la falsa idea que els estudiosos medievals creien que la terra fos plana.

## Història de la ciència a l'Orient

### Ciència islàmica

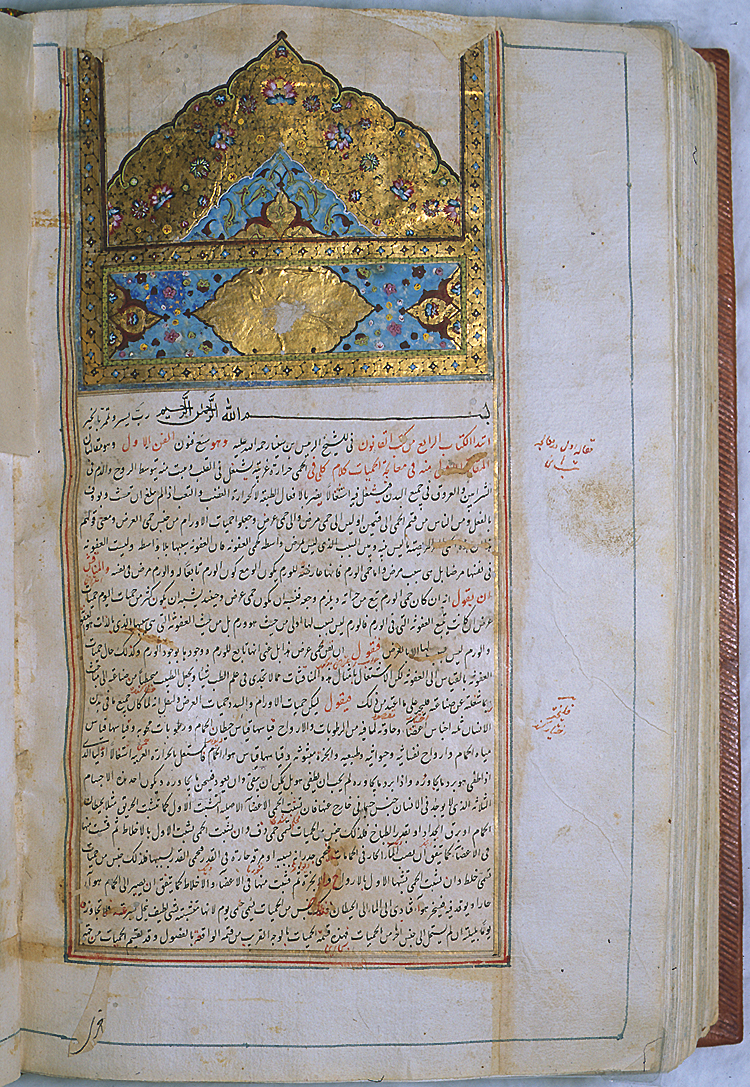
Text mèdic islàmic

A l'Orient Mitjà, la filosofia grega va poder trobar una mica de suport passatger de la mà de l'Imperi Sassànida i el Primer califat. Amb l'extensió de l'islam en els segles vii i viii, es va produir un període d'ilustració islàmica que duraria fins al segle xv. En el món islàmic, l'edat mitjana es coneix com l'Edat d'Or Islàmica, quan van prosperar la civilització i la saviesa islàmica. A aquest període daurat de la ciència islàmica van contribuir diversos factors. L'ús d'una única llengua, l'àrab, permetia la comunicació sense necessitat d'un traductor. Les traduccions dels textos grecs d'Egipte i l'Imperi Romà d'Orient, i textos en sànscrit de l'Índia, proporcionaven als erudits islàmics una base de coneixement sobre la qual construir. A més, el Hajj, pelegrinatge anual a la Meca facilitava la col·laboració erudita unint a les persones i afavorint la propagació de noves idees per tot el món islàmic.
En les versions islàmiques del primerenc mètode científic, l'ètica tenia un paper molt important, desenvolupant-se els conceptes de citació i avaluació d'experts. Els erudits islàmics van utilitzar els treballs anteriors en medicina, astronomia i matemàtiques com a fonaments per desenvolupar nous camps com l'alquímia. En les matemàtiques, l'erudit islàmic Muhàmmad ibn Mussa al-Khwarazmí va donar nom al que ara anomenem algorisme, i a la paraula àlgebra (que procedeix dal-Jabr, el principi del títol d'una publicació seva en la qual desenvolupava un sistema de resolució d'equacions quadràtiques). Investigadors com Al-Battaní (850-929) van contribuir als camps de l'astronomia i les matemàtiques, i Ar-Razí a la química. Alguns exemples dels fruits d'aquestes contribucions són l'acer de Damasc i la bateria de Bagdad. L'alquímia àrab va resultar ser una inspiració per a Roger Bacon, i més tard per a Isaac Newton. També en astronomia, Al-Battaní va millorar les mesures d'Hiparc de Nicea, conservades en la traducció del grec Hè Megalè Syntaxis (el gran tractat) traduït com Almagest. Al voltant de l'any 900, Al-Battaní va millorar la precisió de les mesures de la precessió de l'eix de la Terra, continuant d'aquesta manera l'herència d'un mil·lenni de mesuraments a la seva pròpia terra (Babilònia i Caldea, l'àrea que ara és Iraq).

### Ciència xinesa
El coet de combustible sòlid va ser inventat a la Xina al voltant de 1150, després de la invenció de la pólvora a mitjans del segle ix (que era el seu combustible principal) i segles després de la invenció del llumí el 577. A la vegada que l'Era de l'exploració es desenvolupava a Occident, els emperadors xinesos de la dinastia Ming també van enviar vaixells a explorar; alguns fins i tot van arribar Àfrica. Però les empreses no van poder seguir finançant, aturant l'exploració i el desenvolupament posteriors. Quan les naus de Magalhães van arribar a Brunei a 1521, van trobar una ciutat pròspera, que havia estat fortificada per enginyers xinesos, i que estava protegida per una escullera. Antonio Pigafetta va observar que molta de la tecnologia de Brunei era equivalent a la tecnologia occidental de l'època. També, hi havia més canons a Brunei que a les naus de Magalhães, i els comerciants xinesos que estaven a la cort de Brunei els havien venut ulleres i porcellana, que eren rareses a Europa.
No obstant això, la base científica que va donar pas a aquests progressos tecnològics sembla bastant prima. Per exemple, el concepte de força no va arribar a ser formulat clarament en els textos xinesos del període.